# Sei Nazioni 2010
Il Sei Nazioni 2010 (in inglese 2010 Six Nations Championship; in francese Tournoi des Six Nations 2010; in gallese Pencampwriaeth y Chwe Gwlad 2010) fu l'11ª edizione del torneo annuale di rugby a 15 tra le squadre nazionali di Francia, Galles, Inghilterra, Irlanda, Italia e Scozia, nonché la 116ª in assoluto considerando anche le edizioni dell'Home Nations Championship e del Cinque Nazioni.
Noto per motivi di sponsorizzazione come 2010 RBS Six Nations Championship a seguito di accordo di partnership commerciale con la Royal Bank of Scotland, si tenne dal 6 febbraio al 20 marzo 2010.
Vittoria finale della Francia, al suo venticinquesimo titolo, corredata dal nono Grande Slam, terzo in otto anni; nonostante la grande produzione offensiva, tuttavia, la partita contro l'Inghilterra, che consegnò lo Slam  ai Bleus già campioni al fischio d'inizio, fu vinta solo con punti al piede, unico incontro del torneo senza marcare una meta: 12-10 fu infatti il risultato finale, con tre piazzati di Morgan Parra e un drop di François Trinh-Duc.
Cucchiaio all'Italia, che evitò tuttavia il Whitewash grazie al 16-12 sulla Scozia all'Olimpico che le risparmiò lo zero in classifica.
Il valore delle marcature, come stabilito dall’IRFB nel 1992, era: 5 punti per ciascuna meta (7 se trasformata), 3 punti per la realizzazione di ciascun calcio piazzato, idem per il drop.

## Nazionali partecipanti e sedi
| Squadra     | Città       | Impianto interno   |
| ----------- | ----------- | ------------------ |
| Francia     | Saint-Denis | Stade de France    |
| Galles      | Cardiff     | Millennium Stadium |
| Inghilterra | Londra      | Twickenham         |
| Irlanda     | Dublino     | Croke Park         |
| Italia      | Roma        | Stadio Flaminio    |
| Scozia      | Edimburgo   | Murrayfield        |

## Risultati

### 1ª giornata
| Arbitro: | Romain Poite |

|                                         |      |                                |
| Heaslip 15’ O’Leary 35’                 | mt   | 39’ Robertson                  |
| O’Gara 15’, 35’                         | tr   |                                |
| O’Gara 9’, 27’, 32’, 46’ P. Wallace 67’ | c.p. | 26’ Gower 44’ Mirco Bergamasco |

| Arbitro: | Alain Rolland |

|                           |      |                       |
| Haskell 40’, 75’ Care 44’ | mt   | 49’ A. Jones 71’ Hook |
| Wilkinson 40’, 44’, 75’   | tr   | 49’, 71’ S. Jones     |
| Wilkinson 11’, 35’, 79’   | c.p. | 27’ S. Jones          |

| Arbitro: | Nigel Owens |

|                       |      |                     |
|                       | mt   | 14’, 33’ Bastareaud |
|                       | tr   | Parra               |
| 9’, 30’, 52’ Paterson | c.p. | 28’, 44’ Parra      |

### 2ª giornata
| Arbitro: | George Clancy |

|                                           |      |                         |
| Byrne 56’ Halfpenny 77’ S. Williams 80+1’ | mt   | 9’ Barclay 20’ M. Evans |
| S. Jones 77’, 80’                         | tr   | 9’ Paterson             |
| S. Jones 15’, 23’, 39’, 79’               | c.p. | 26’, 41’ Parks          |
|                                           | drop | 18’, 66’ Parks          |

| Arbitro: | Wayne Barnes |

|                                       |      |                |
| Servat 27’ Jauzion 31’ Poitrenaud 59’ | mt   | 64’ D. Wallace |
| Parra 27’, 31’, 59’                   | tr   | 64’ O’Gara     |
| Parra 17’, 68’                        | c.p. | 29’ O’Gara     |
| 62’ 62 78’ Michalak                   | drop |                |

| Arbitro: | Christophe Berdos |

|                                     |      |                        |
|                                     | mt   | 44’ M. Tait            |
| Mirco Bergamasco 10’, 33’, 63’, 71’ | c.p. | 8’, 40’, 58’ Wilkinson |
|                                     | drop | 74’ Wilkinson          |

### 3ª giornata
| Arbitro: | Jonathan Kaplan |

|                               |      |                                  |
| Halfpenny 62’ S. Williams 79’ | mt   | 6’ Palisson 40’ Trinh-Duc        |
| S. Jones 62’, 79’             | tr   | 6’, 40’ Parra                    |
| S. Jones 45’, 49’             | c.p. | 19’, 26’, 78’ Parra 71’ Michalak |

| Arbitro: | Dave Pearson |

|                                |      |                     |
| Canavosio 66’                  | mt   |                     |
| Mirco Bergamasco 66’           | tr   |                     |
| Mirco Bergamasco 10’, 14’, 43’ | c.p. | 20’, 31’, 62’ Parks |
|                                | drop | 49’ Parks           |

| Arbitro: | Mark Lawrence |

|                    |      |                        |
| Cole 61’           | mt   | 4’, 75’ Bowe 56’ Earls |
| Wilkinson 61’      | tr   | 75’ O’Gara             |
| Wilkinson 15’, 36’ | c.p. | 29’ Sexton             |
| Wilkinson 70’      | drop |                        |

### 4ª giornata
| Arbitro: | Craig Joubert |

|                            |      |                            |
| Earls 27’, 60’ O’Leary 31’ | mt   |                            |
| Sexton 16’, 21’, 50’       | c.p. | 9’, 38’, 54’, 63’ S. Jones |
| Sexton 76’                 | drop |                            |

| Arbitro: | Marius Jonker |

|                         |      |                                        |
| Parks 6’, 18’, 50’, 68’ | c.p. | 14’, 30’, 41’ Wilkinson 49’, 64’ Flood |
| Parks 39’               | drop |                                        |

| Arbitro: | Alan Lewis |

|                                                                    |      |                            |
| Harinordoquy 5’ Marty 17’, 25’ Andreu 51’ Jauzion 56’ Lapandry 65’ | mt   | 68’ del Fava 72’ Canavosio |
| Parra 5’, 17’, 51’, 56’, 65’                                       | tr   | 68’, 72’ Mirco Bergamasco  |
| Parra 10’, 41’                                                     | c.p. | 35’, 44’ Mirco Bergamasco  |

### 5ª giornata
| Arbitro: | Wayne Barnes |

|                               |      |                      |
| Hook 52’, 57’ S. Williams 68’ | mt   | 75’ McLean           |
| S. Jones 52’, 57’, 68’        | tr   | 75’ Mirco Bergamasco |
| S. Jones 8’, 22’, 33’, 36’    | c.p. | 65’ Mirco Bergamasco |

| Arbitro: | Jonathan Kaplan |

|                         |      |                              |
| O’Driscoll 11’ Bowe 64’ | mt   | 15’ Beattie                  |
| Sexton 11’ O’Gara 64’   | tr   |                              |
| Sexton 51’ O’Gara 76’   | c.p. | Parks 5’, 37’, 46’, 73’, 78’ |
|                         | drop | Parks 40+1’                  |

| Arbitro: | Bryce Lawrence |

|                     |      |               |
|                     | mt   | 6’ Foden      |
|                     | tr   | 6’ Flood      |
| Parra 19’, 25’, 35’ | c.p. | 67’ Wilkinson |
| Trinh-Duc 3’        | drop |               |

## Classifica
| Pos | Squadra     | G | V | N | P | PF  | PS  | DP  | Pt |
| --- | ----------- | - | - | - | - | --- | --- | --- | -- |
| 1   | Francia     | 5 | 5 | 0 | 0 | 135 | 69  | +66 | 10 |
| 2   | Irlanda     | 5 | 3 | 0 | 2 | 106 | 95  | +11 | 6  |
| 3   | Inghilterra | 5 | 2 | 1 | 2 | 88  | 76  | +12 | 5  |
| 4   | Galles      | 5 | 2 | 0 | 3 | 113 | 117 | −4  | 4  |
| 5   | Scozia      | 5 | 1 | 1 | 3 | 83  | 100 | −17 | 3  |
| 6   | Italia      | 5 | 1 | 0 | 4 | 69  | 137 | −68 | 2  |